# Microtatorchis pterophora
Microtatorchis pterophora är en orkidéart som beskrevs av Rudolf Schlechter. Microtatorchis pterophora ingår i släktet Microtatorchis och familjen orkidéer. Inga underarter finns listade i Catalogue of Life.